# Oswald Mathias Ungers
Oswald Mathias Ungers, né le 12 juillet 1926 à Kaisersesch, mort le 30 septembre 2007, est un architecte allemand, ainsi qu'un théoricien architectural, connu pour ses motifs rationalistes et l'emploi de formes cubiques. Parmi ses projets notoires, les musées à Francfort, Hambourg et Cologne.

## Biographie
Oswald Mathias Ungers est né à Kaisersesch, dans la région de l'Eifel. De 1947 à 1950, il étudie l'architecture à l'Institut de technologie de Karlsruhe avec comme professeur, Egon Eiermann. Il installe un cabinet architectural à Cologne en 1950 et ouvre quelques bureaux à Berlin en 1964, à Francfort en 1974 et à Karlsruhe en 1983.
Il fut professeur à l'université technique de Berlin de 1963 à 1967, il est le doyen de la faculté d'architecture de 1965 à 1967. Il déménage aux États-Unis en 1968, où il devient le président du département d'architecture de l'université Cornell de 1969 à 1975. En 1971, il devient membre de l'American Institute of Architects. Il est aussi un professeur invité à l'université Harvard (1973 et 1978), ainsi qu'à l'université de Californie à Los Angeles (1974-1975). Il retourne en Allemagne en 1976, devenant un professeur détaché de l'université des arts appliqués de Vienne (1979-1980), ainsi qu'un professeur d'université à l'Académie des beaux-arts de Düsseldorf (1986).
Ungers meurt le 30 septembre 2007 d'une pneumonie. Il épouse Liselotte Gabler (1926-2010). Elle lui donnera un fils, l'architecte Simon Ungers, ainsi que deux filles.

## Sur son travail
Les bâtiments d'Ungers sont caractérisés par une grille géométrique stricte. Les éléments de création basiques de son architecture sont des formes élémentaires, comme des carrés, des cercles, ou des cubes et des sphères, qu'Ungers variait et transformait dans ses projets. En tant que théoricien architectural et professeur d'université, Ungers développa ce que ses opposants qualifia de « quadratisme », et ses admirateurs de « rationalisme allemand. » Ce faisant, il eut recours à l'enseignement de Jean-Nicolas-Louis Durand qui publia en 1820 ses recueils d'architecture avec des prototypes géométriques pour "tout bâtiment". Dans son langage formel, Ungers faisait explicitement référence aux éléments de création architecturaux élémentaires étant indépendant des goûts contemporains. Son modèle historique dans l'histoire de l'architecture vient principalement de l'Antiquité gréco-romaine. Son travail fut par conséquent critiqué occasionnellement comme formalistique. Au sujet de sa construction du domaine de Messe Frankfurt, il fut souvent question de « nouvelle clarté. » Comme à peine tout autre architecte, Ungers demeura fidèle à son premier langage formel choisi pendant plusieurs décennies. Il fut l'un des théoriciens éminents du Deuxième Modernisme.
Rem Koolhaas et Hans Kollhoff sont des étudiants notoires d'Ungers.

## Galerie

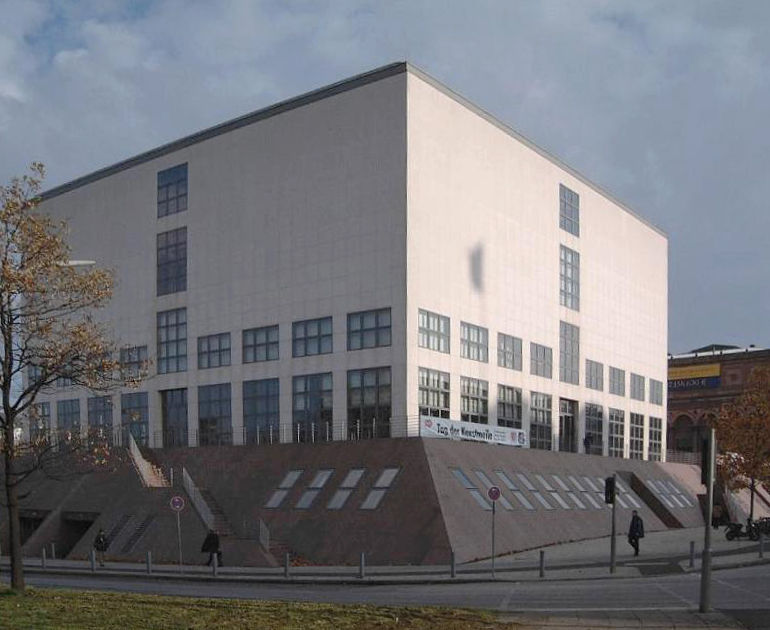
Kunsthalle de Hambourg
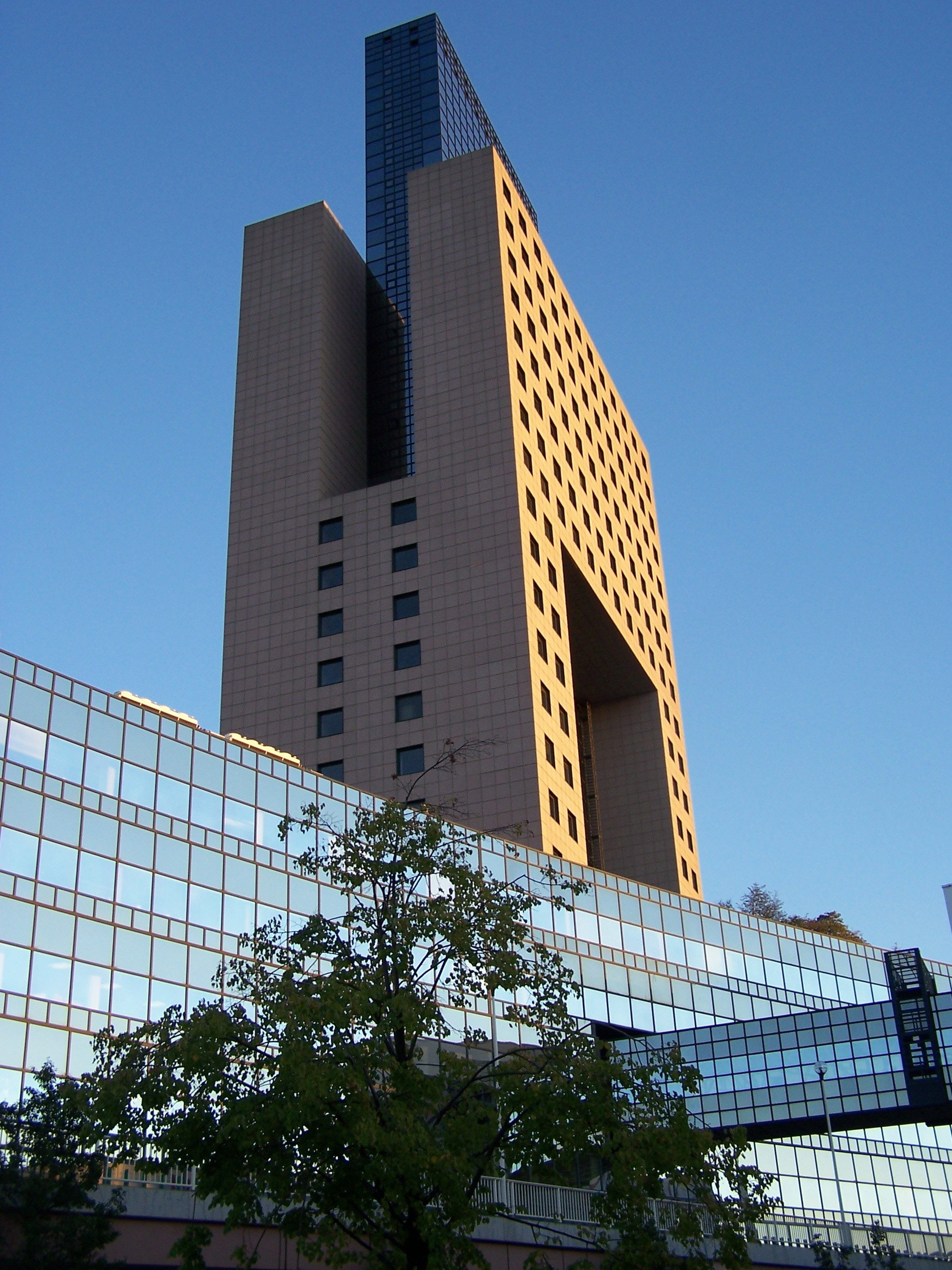
Messe-Torhaus à Francfort
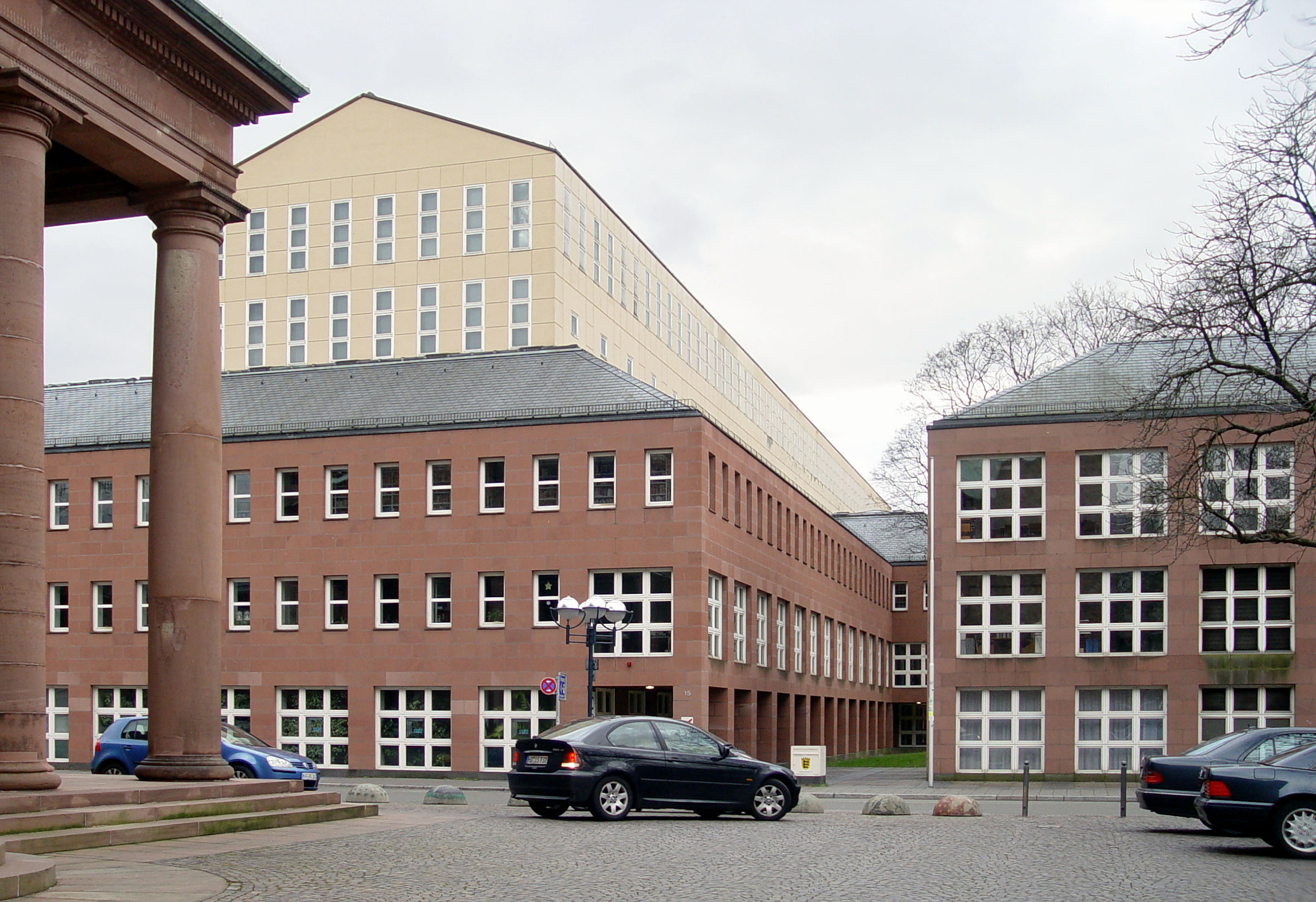
Badische Landesbibliothek à Karlsruhe
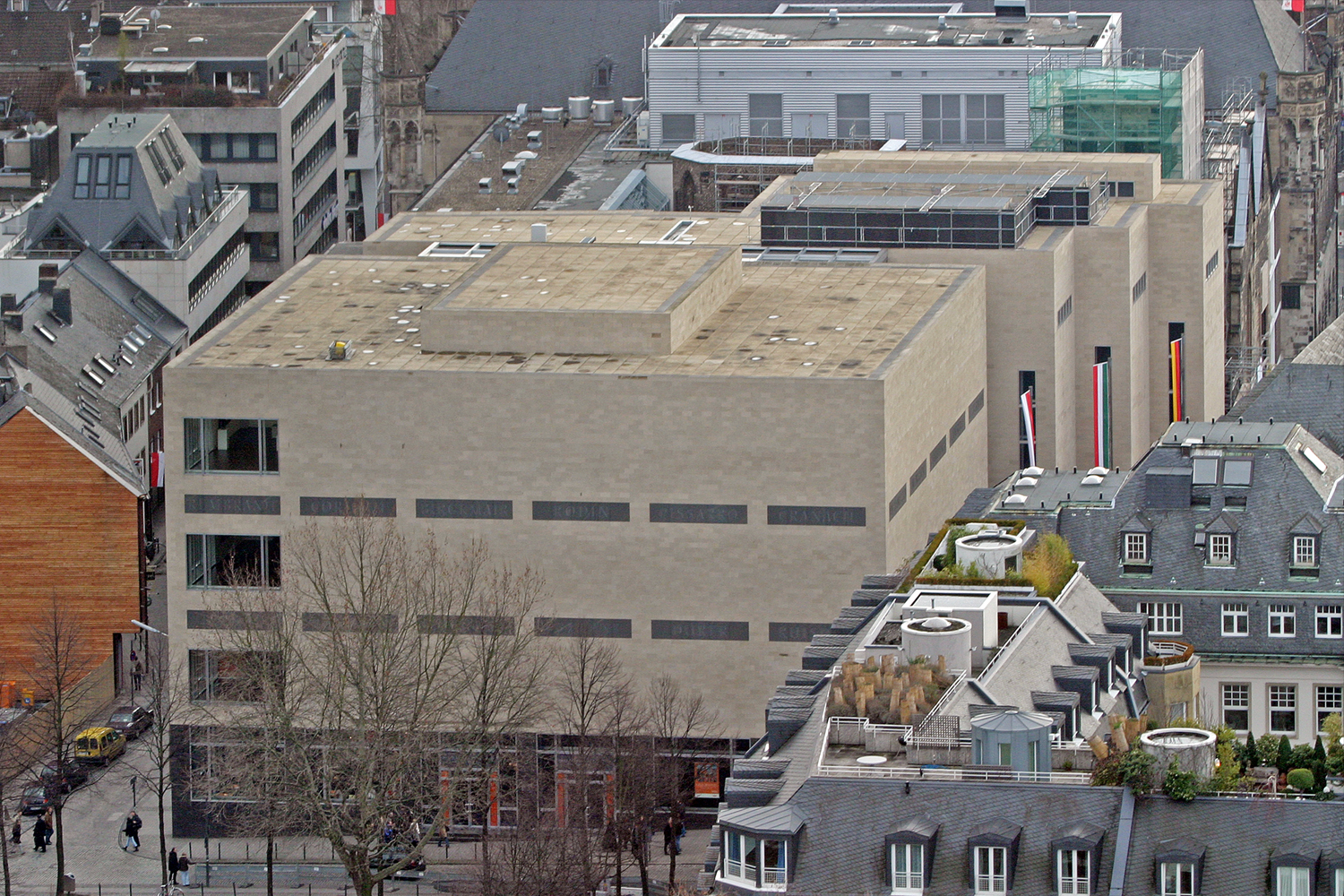
Musée Wallraf-Richartz à Cologne
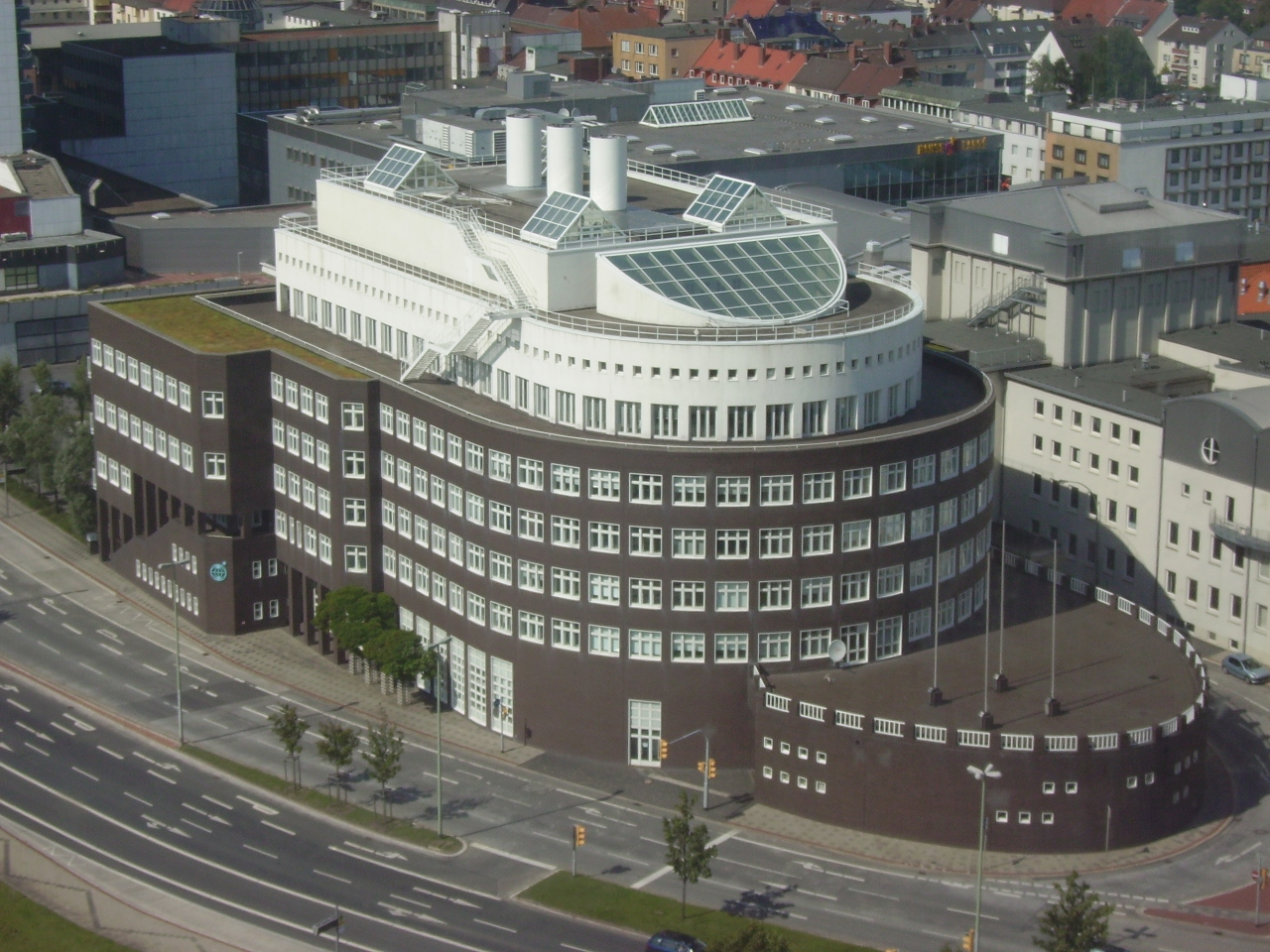
Institut Alfred-Wegener pour la recherche polaire et marine à Bremerhaven
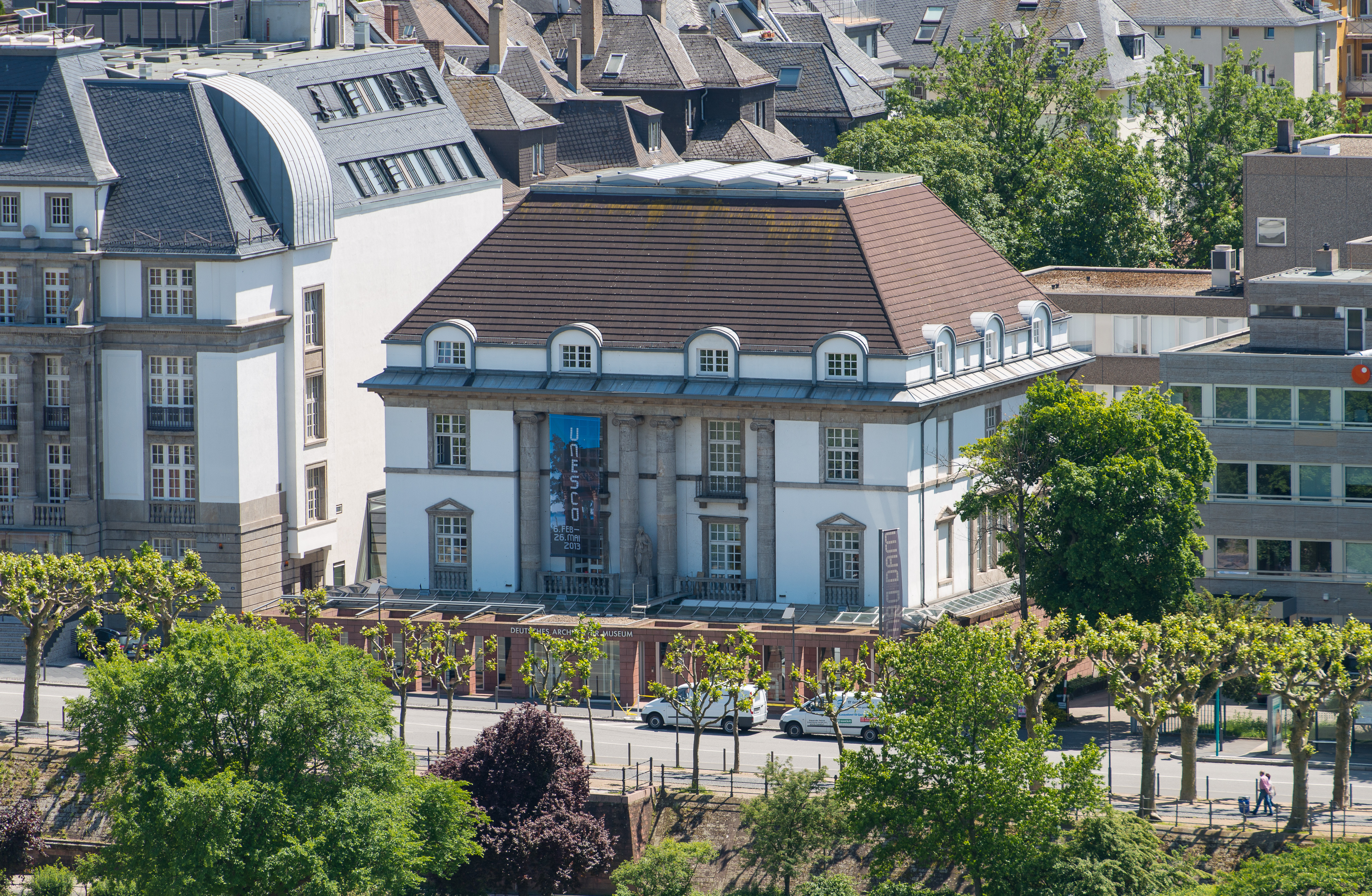
Musée allemand de l'architecture à Francfort
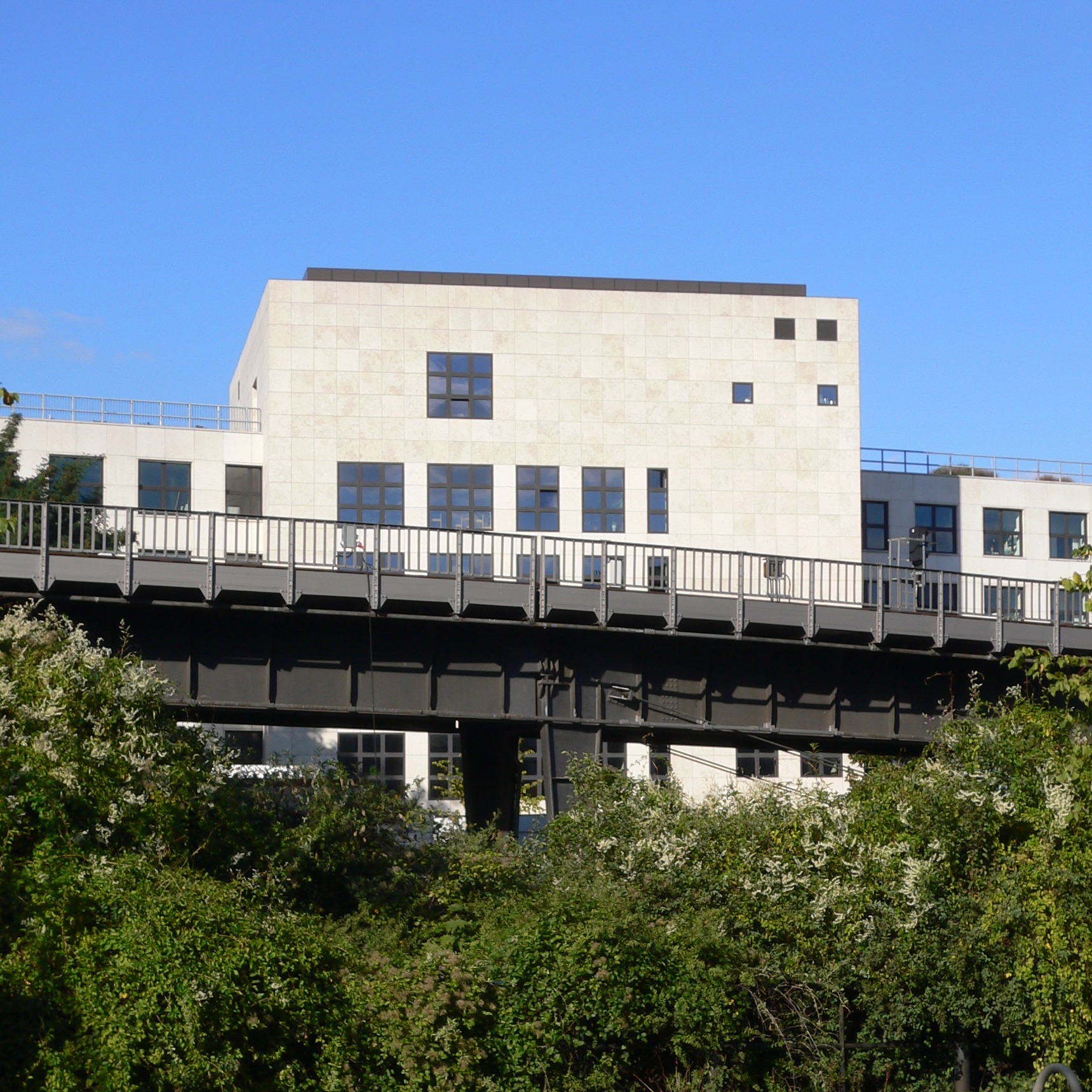
Tribunal de grande instance à Berlin-Kreuzberg

## Prix
- Croix de commandeur de l'ordre du Mérite de la République fédérale d'Allemagne[2]